# Igor Paim
Igor Paim Sganderla (São Lourenço do Oeste, 5 novembre 1997) è un ex calciatore brasiliano, di ruolo centrocampista.

## Caratteristiche tecniche
È un trequartista.

## Carriera
Cresciuto nel settore giovanile del Figueirense, nel 2018 è stato ceduto al Rampla Juniors con cui ha disputato la sua prima stagione fra i professionisti disputando 15 incontri e segnando 3 reti. Il 25 luglio seguente si è trasferito all'FC Cartagena militante in Segunda División B, in cui collezionerà 12 presenze rimanendo svincolato nel settembre 2019. Da gennaio a febbraio 2020 ha avuto una breve parentesi al CEOV dove ha giocato due incontri nel Campionato Mato-Grossense.